# Kalanos
Kalanos († 323 v. Chr.) war ein indischer Philosoph der Antike. Er war ein Asket (von den Makedonen Gymnosophisten, „nackte Weise“, genannt), dem Alexander der Große auf seinem Feldzug nach Indien begegnete. Kalanos schloss sich dem Alexanderzug für mehrere Jahre an. Seine Selbstverbrennung hinterließ einen tiefen Eindruck bei den Makedonen und hinterließ, vermittelt über die Alexanderhistoriker, Spuren in der griechischen und späteren Literatur.

## Leben
Der wirkliche Name des Kalanos ist unsicher. Plutarch behauptet, er habe in Wahrheit Σφίνης (Sphines) geheißen und sei von den Makedonen Kalanos genannt worden, weil er nach indischer Sitte zur Begrüßung καλέ (Kala) gesagt habe.
Im Frühling 326 v. Chr. traf das Heer Alexanders, das auf einem seit 334 v. Chr. andauernden Feldzug gegen das Perserreich mittlerweile bis nach Nordindien vorgedrungen war, in der indischen Stadt Taxila in der Satrapie Gandhara ein. Über die Begegnung mit Alexander gibt es verschiedene Versionen. Laut dem Bericht des Onesikritos, der Alexander begleitete und später einen Bericht über die Reise verfasste, hörten Alexanders Männer in Taxila von einer Gruppe nackter Asketen (von den Makedonen deshalb „Gymnosophisten“ genannt), die sich außerhalb der Stadt aufhielten. Alexander schickte seinen Offizier Onesikritos zu der Höhle, um mit ihnen zu sprechen. Laut Onesikritos kasteiten sich Kalanos und seine Gemeinschaft, indem sie nackt in der heißen Sonne ausharrten; Kalanos selbst lag zusätzlich auf einem heißen Stein.
Dandamis war der Führer (laut Arrian der Älteste) der Gruppe der Asketen, die anderen seine Schüler. Laut Arrian war Alexander viel daran gelegen, dass einer der Männer mit ihm kommen sollte, weil er ihre Selbstbeherrschung bewunderte. Dandamis weigerte sich jedoch und verbot auch den anderen, Alexander zu begleiten. Nur Kalanos schloss sich dem Zug offenbar freiwillig an, wofür er von den anderen getadelt wurde, weil er damit einem anderen Herrn als nur Gott folgte.
Einige Zeit später wurde Alexander von seinem Heer dazu gezwungen, nach Persien zurückzukehren. Als das Heer Persien erreichte, war Kalanos erkrankt und hatte angesichts eines langsamen Dahinsiechens beschlossen, seinem Leben durch Selbstverbrennung ein Ende zu bereiten. Alexander versuchte ihn von seinem Plan abzubringen; als das aber scheiterte, ließ er selbst einen Scheiterhaufen für Kalanos bauen und beauftragte Ptolemaios, seinen Leibwächter, mit der Durchführung der Verbrennung. Kalanos verbrannte sich, um seinen spirituellen Weg zu vollenden, angesichts des ganzen makedonischen Heers, wahrscheinlich in Susa. Dabei sang er indische Hymnen. Die Ruhe und Entschlossenheit, die er dabei an den Tag legte, beeindruckte zahlreiche makedonische Beobachter. Angeblich sagte er Alexander kurz vor seinem Tod voraus, dass er ihn bald in Babylon sehen würde. Tatsächlich starb Alexander drei Monate später in Babylon.
Sein ihm von Alexander zur Verfügung gestelltes Pferd vermachte Kalanos seinem Schüler, dem General Lysimachos. Alexander veranstaltete Kalanos zu Ehren einen Agon, bei dem sich der Soldat Promachos, der das Wetttrinken gewonnen hatte, eine tödliche Alkoholvergiftung zuzog.

## Lehre